# Първан Първанов
Вижте пояснителната страница за други личности с името Първан Първанов.
Първан Михайлов Първанов е български генерал-майор, командвал артилерийски формирования от Българската армия в Балканската, Междусъюзническата и Първата световна война, участвал в Освобождението на Южна Добруджа.

## Биография
Първан Първанов е роден в Берковица на 20 септември 1867 г. Син е на видния берковски гражданин Михаил Първанов, който след освобождението на България е член на Учредителното събрание на Първото велико народно събрание.
Гимназиалното си образование Първан Първанов получава в реномираната по онова време гимназия в Лом. След завършването и е приет във Военното на Негово Княжеско Височество училище. На 7 ноември 1887 г.е произведен в чин подпоручик. Пручик е от 1890 г. и капитан от 1896 г. Вече като офицер е изпратен в Русия, в Санкт Петербург, където завършва и Генерал-щабна академия. На 27 септември 1904 г. е произведен в чин майор. Служи в 17-и пехотен доростолски полк и 2-ро планинско отделение.
Още съвсем млад, взема участие в Сръбско-българската война (ноември 1885 г.). На 22 септември 1912 г. е произведен в чин пополковник. През Балканската война (1912 – 1913) е в редовете на българските войскови части, водили славните боеве по линията на река Караагач (Люле бургас и Бунар хисар) и изтласкали устремно Турската армия до Чаталджанската линия (на 43 км от Цариград), което принуждава турското правителство да поиска примирие (20 ноември 1912). След това обаче в Турция е извършен преврат, новото правителство денонсира сключеното примирие и ожесточените боеве при Чаталджа се подновяват. По време на тези сражения той е много тежко ранен.
През Първата световна война е командир на 4-ти артилерийски полк на името на Негово величество. С полка си взема участие в боевете при превземането на Тутракан (1916) и освобождаването на Южна Добруджа, военните действия срещу войските (френски, английски, италиански, руски и сръбски) на Антантата на Южния фронт (в Сърбия), в това число и трикратните решаващи големи сражения на Завоя на река Черна през ноември 1916 г., май 1917 г. и септември 1918 г. През 1916 г. е произведен в чин полковник. По-късно командва 6-а артилерийска бригада. Първан Първанов е сред българските висши офицери, взети от Антантата за заложници като гаранция, че армията няма да поднови военните действия. През 1919 г. е уволнен от служба.
Активно се включва в дейността на Съюза на запасните офицери, призван да поддържа духа и боеспособността на нацията. Първан Първанов е кавалер на множество ордени за храброст и заслуги, проявени по време на войните. Носител е и на френски орден за човеколюбие, присъден му за доблестно отношение към Противника и за хуманно поведение към военнопленниците.
На 31 декември 1931 г. е произведен в чин о.з. генерал-майор.
Първан Първанов умира на 82-годишна възраст през 1949 г. Погребан е в гробищния парк на Берковица.

## Образование
- Гимназия, Лом.
- Военно на Негово Княжеско Височество училище (до 1887).
- Офицерска артилерийска школа (полски отдел), Царское село, Русия (1904).

## Военна служба
- 1887 г. – 17-и пехотен полк
- 1904 г. – 2-ро планинско артилерийско отделение
- 1915 – 1918 г. – командир на 4-ти артилерийски полк
- 1918 г. – командир на 6-а артилерийска бригада

## Военни звания
- Подпоручик (7 ноември 1887)
- Поручик (7 ноември 1890)
- Капитан (1896)
- Майор (27 септември 1904)
- Подполковник (22 септември 1912)
- Полковник (1916)
- Генерал-майор (31 декември 1935)